# Döbach
Der Döbach ist ein etwa vier Kilometer langer linker und westlicher Zufluss der mittleren Glems auf der Gemarkung der Stadt Ditzingen im Landkreis Ludwigsburg in Baden-Württemberg.

## Geographie

### Verlauf
Der im Zuge der Flurbereinigung 1968 ausgebaute und teilweise verlegte Wassergraben beginnt im Gewann "Schöckinger Grund" wenig östlich des Gewerbegebietes des Ortsteils Heimerdingen. Er läuft in beständig östlicher Richtung, tritt schon bald auf die Markung des Ortsteils Schöckingen über, zieht in einer Flurschneise zwischen dem Heimerdinger Wald im Norden und dem Hühnerwald im Süden hindurch und nimmt gegen Ende seiner Waldstrecke von rechts den längeren und einzugsgebietsreicheren Aischbach auf. Danach passiert er, inzwischen in der offenen Flur, das rechts liegende Schöckingen selbst und wird dann, unmittelbar bevor er die L 1136 Hemmingen–Hirschlanden unterquert, vom Böhnlachgraben von links gespeist. Er mündet schließlich im Nordosteck der Stadtgemarkung wenig unterhalb der Glemsmühle von Korntal-Münchingen von links in die mittlere Glems.

### Zuflüsse
- Aischbach, von rechts und Südsüdwesten, 2,4 km und 8,4 km²
- Böhnlachgraben, von links und Nordwesten, 2,5 km und 2,0 km²

## Natur und Schutzgebiet

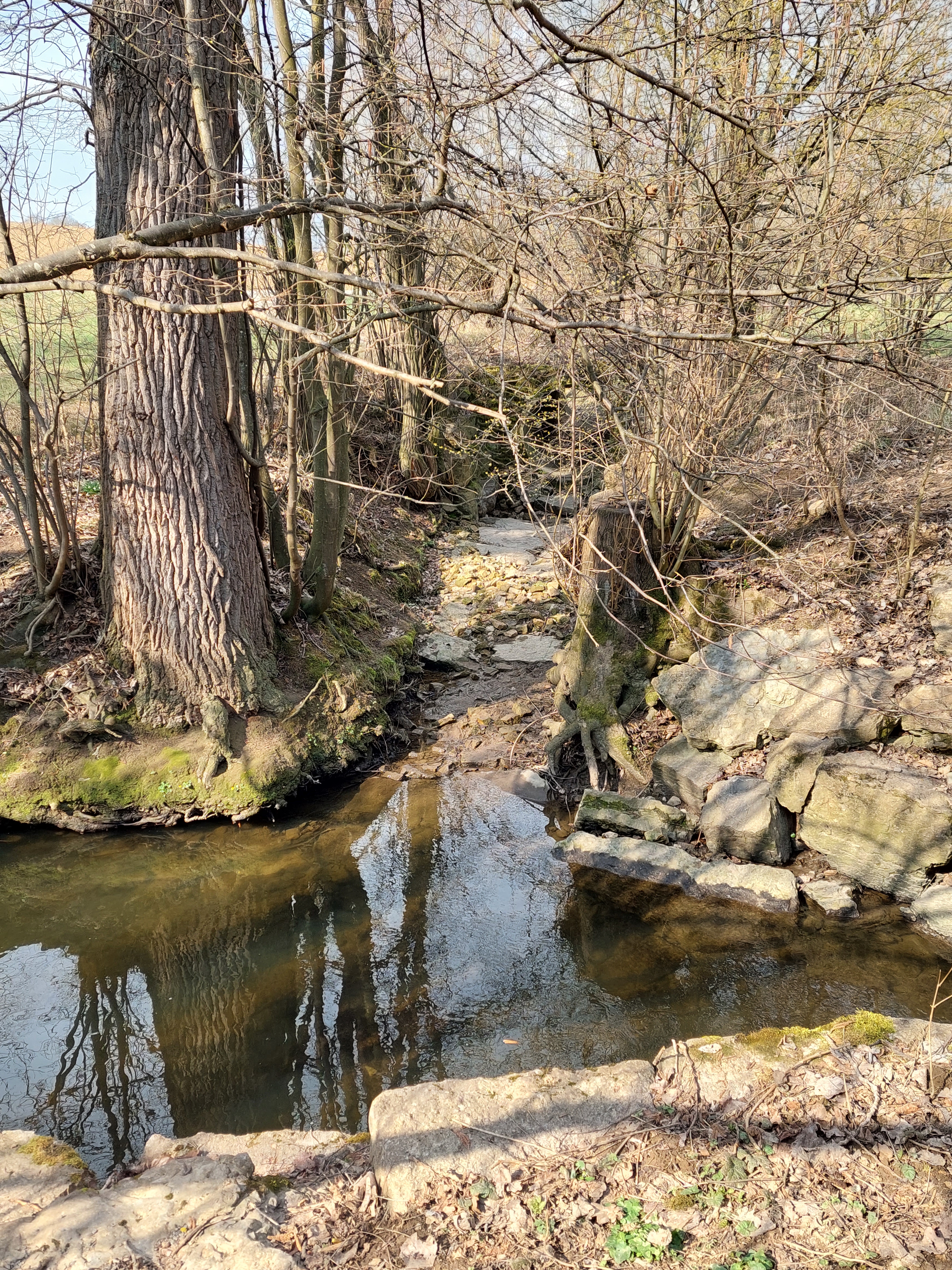
Mündung in die Glems

Das Döbachtal zwischen der Kläranlage Schöckingen und Heimerdingen, Weihinger Grund, Greut, Hühnerwald und die angrenzenden Gebiete wurde durch Verordnung des Landratsamts Ludwigsburg vom 24. April 1991 als Landschaftsschutzgebiet ausgewiesen. Zweck ist der Erhalt der Kulturlandschaft mit ihren schutzwürdigen Obstwiesen, Böschungshecken, Grünlandflächen und des Wald-Freiland-Übergangsbereichs und der langfristige Schutz gegen störende Eingriffe.
2003 wurde der Döbach zwischen Heimerdingen und Schöckingen an zwei Stellen renaturiert und sein Bachbett naturnah umgestaltet.